# SM U-76
SM U-76 – niemiecki jednokadłubowy podwodny stawiacz min, szósty okręt typu UE I, zbudowany w stoczni Vulcan w Hamburgu w roku 1915. Zwodowany 12 maja 1916 roku, wszedł do służby w Kaiserliche Marine 11 maja 1916 roku. W czasie swojej służby, SM U-76 zatopił 2 statki o łącznej pojemności 1149 BRT i uszkodził jeden o pojemności 6254 BRT. 

## Budowa
Okręt SM U-76 był szóstym z dziesięciu okrętów typu UE I, który był następcą typu U-66. Był jednokadłubowym okrętem przeznaczonym do działań oceanicznych, o długości 56,8 metra, wyporności w zanurzeniu 755 ton, zasięgu 7880 Mm przy prędkości 7 węzłów na powierzchni oraz 83 Mm przy prędkości 4 węzły w zanurzeniu. Załoga składała się z 32 osób: 28 marynarzy i 4 oficerów. Okręt był wyposażony początkowo w działo pokładowe o kalibrze 88 mm, które zostało w 1917 roku wymienione na działo o kalibrze 105 mm. Wewnątrz kadłuba sztywnego okręt przewoził 34 kotwiczne miny morskie, stawiane z dwóch rufowych aparatów minowych o średnicy 100 cm. Każdy z nich mieścił po trzy miny. Po ich otwarciu, masa wody (w sumie 6 ton) musiała być kompensowana zalewaniem dziobowych zbiorników balastowych. Wygospodarowanie miejsca dla min oznaczało również przesunięcie przedziału silnikowego w kierunku dziobu. Uzbrojenie torpedowe to dwie wyrzutnie (dziobowa i rufowa) kalibru 500 mm, typu zewnętrznego, z zapasem 4 torped.

## Służba
Jedynym dowódcą okrętu został 11 maja 1916 roku mianowany kapitan Waldemar Bender. 29 czerwca 1916 roku okręt został włączony do I Flotylli i operował na Morzu Północnym, Morzu Norweskim, Morzu Barentsa oraz Morzu Białym. Pierwszym okrętem, który wpadł na miny postawione przez SM U-76 w okolicach Murmańska, był norweski statek „Botnia”. Zbudowany w 1901 roku w Hasseldalens Jernskibsbyg. w Grimstad parowiec o pojemności 1149 BRT, płynął z ładunkiem drewna z Umba do Londynu. Zatonięcie statku nie spowodowało ofiar w załodze. 11 listopada na minę pozostawioną na Morzu Białym wpadł rosyjski lodołamacz „Anna I”. 15 listopada 1916 roku 9 mil na północ od przylądka Swiatoj Nos (ros. Свято́й Нос - 68°09′27″N 39°44′34″E/68,157500 39,742778) na Półwyspie Kolskim na minę pozostawioną przez U-76 wszedł rosyjski parowiec „Kursk” (6254 BRT), płynący z Londynu do Archangielska. Statek został uszkodzony, ofiar w ludziach nie było.
22 stycznia 1917 roku okręt zatonął w okolicy Przylądka Północnego po kolizji w czasie sztormu z rosyjskim trawlerem. Nie jest znana dokładna liczba ofiar. Wiadomo tylko, że kapitan Waldemar Bender przeżył i 17 maja 1917 roku objął dowództwo okrętu podwodnego SM U-43.